# Cuthbert (Géorgie)
Cuthbert est une municipalité du comté de Randolph en Géorgie aux États-Unis. Sa population était de 3 425 habitants lors du recensement de 2009.

## Démographie
| 1870  | 1880  | 1890  | 1900  | 1910  | 1920  |
| ----- | ----- | ----- | ----- | ----- | ----- |
| 2 210 | 2 129 | 2 328 | 2 641 | 3 210 | 3 022 |

| 1930  | 1940  | 1950  | 1960  | 1970  | 1980  |
| ----- | ----- | ----- | ----- | ----- | ----- |
| 3 235 | 3 447 | 4 025 | 4 300 | 3 972 | 4 340 |

| 1990  | 2000  | 2010  | - | - | - |
| ----- | ----- | ----- | - | - | - |
| 3 730 | 3 731 | 3 873 | - | - | - |